# Barycholos pulcher
Barycholos pulcher là một loài ếch thuộc họ Leptodactylidae.
Đây là loài đặc hữu của Ecuador.
Môi trường sống tự nhiên của chúng là rừng ẩm vùng đất thấp nhiệt đới hoặc cận nhiệt đới, các đồn điền, rừng trước đây suy thoái nghiêm trọng, và thảm thực vật di thực.
Chúng hiện đang bị đe dọa vì mất môi trường sống.